# Sóc đất Nam Phi
Sóc đất Nam Phi, tên khoa học Xerus inauris, là một loài động vật có vú trong họ Sóc, bộ Gặm nhấm. Loài này được Zimmermann mô tả năm 1780.

## Phân bố
Xerus inauris sống trên khắp nam châu Phi; qua Botswana, Nam Phi và Namibia. Dải phân bố của nó bao phủ hầu hết Namibia nhưng không có mặt ở những vùng ven biển và tây bắc. Xerus inauris cư trú ở trung và tây nam Kalahari ở Botswana. Ở Nam Phi, nó có thể được tìm thấy ở trung và trung-bắc.

## Hình ảnh

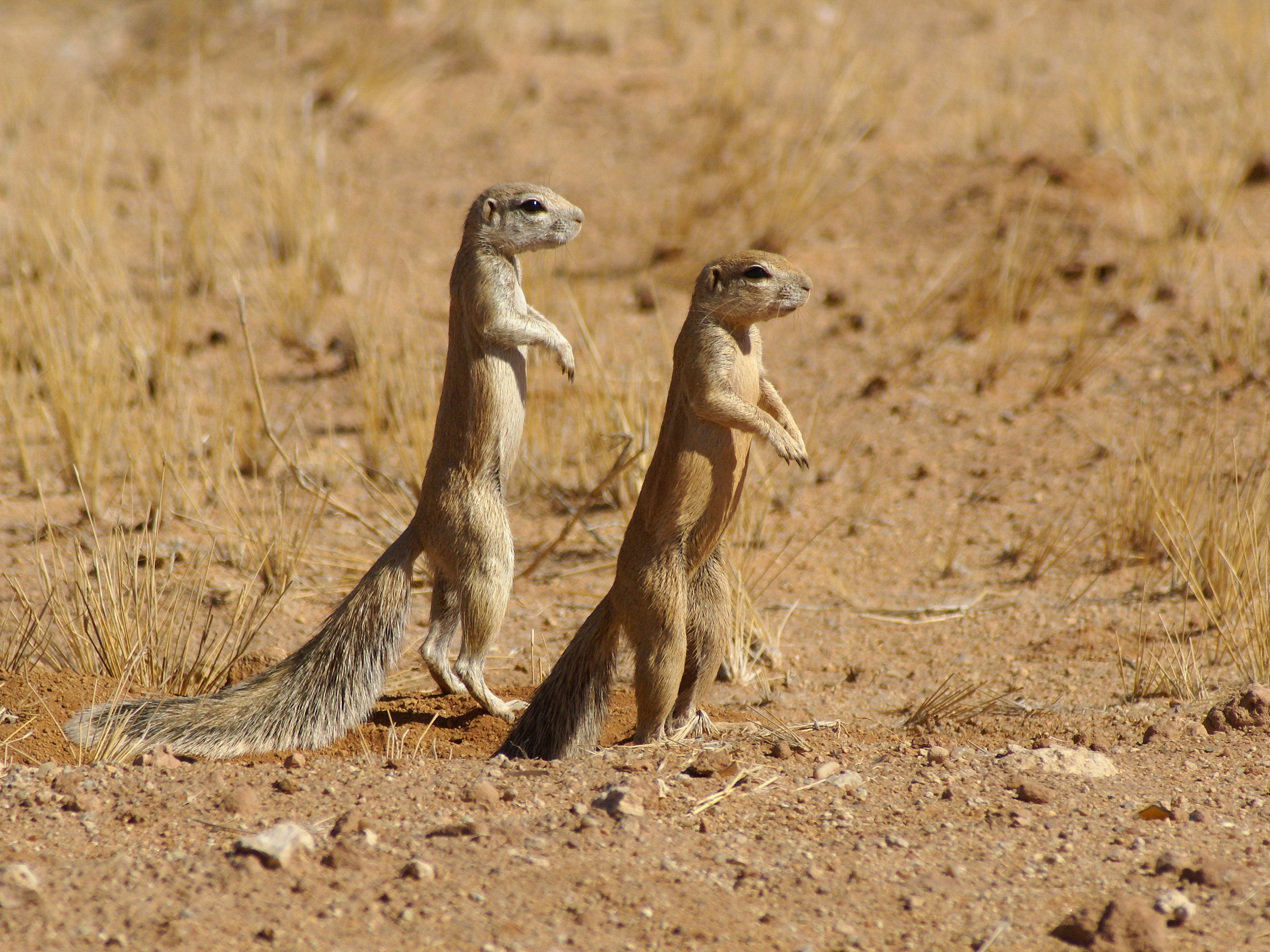
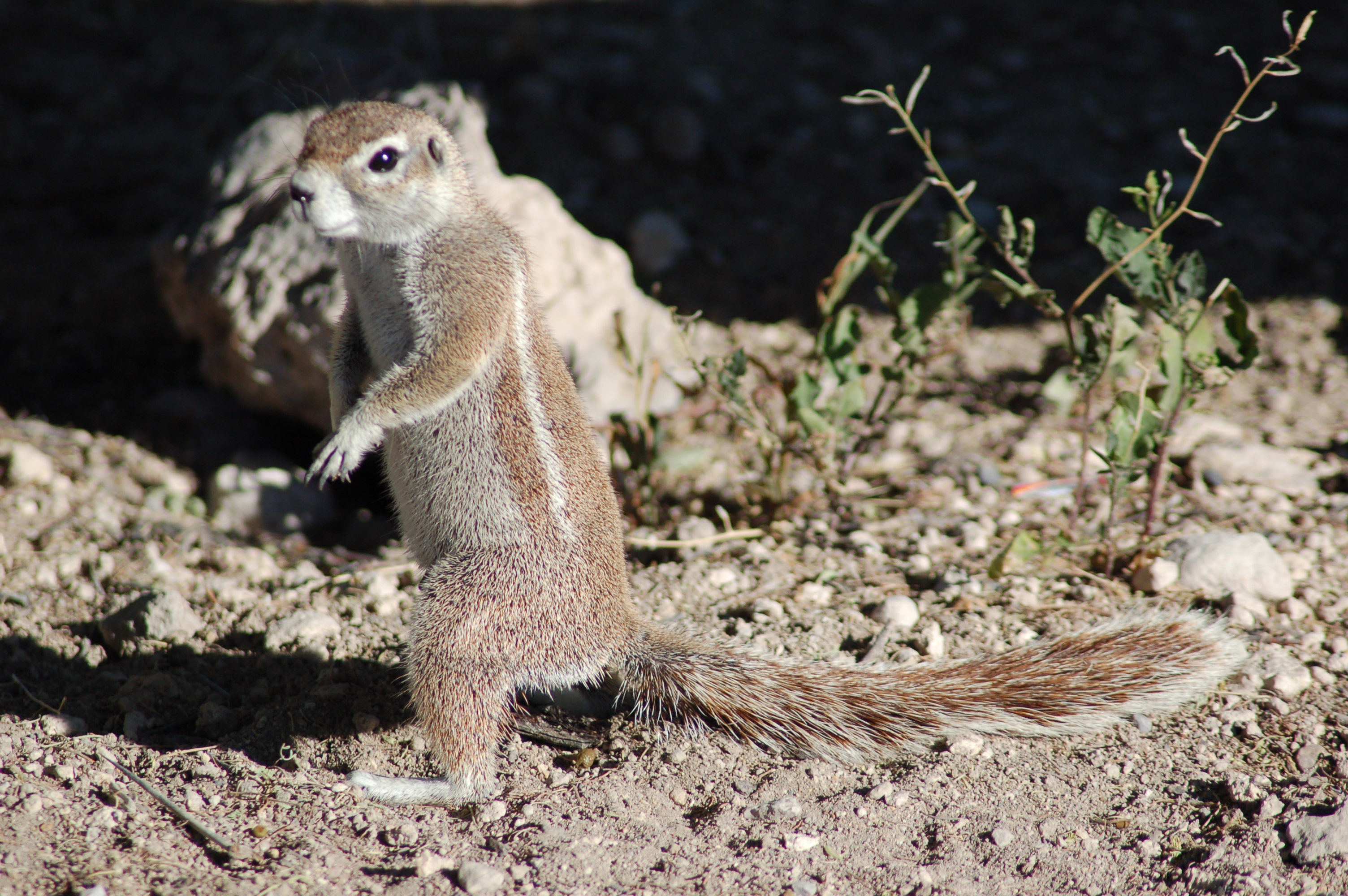
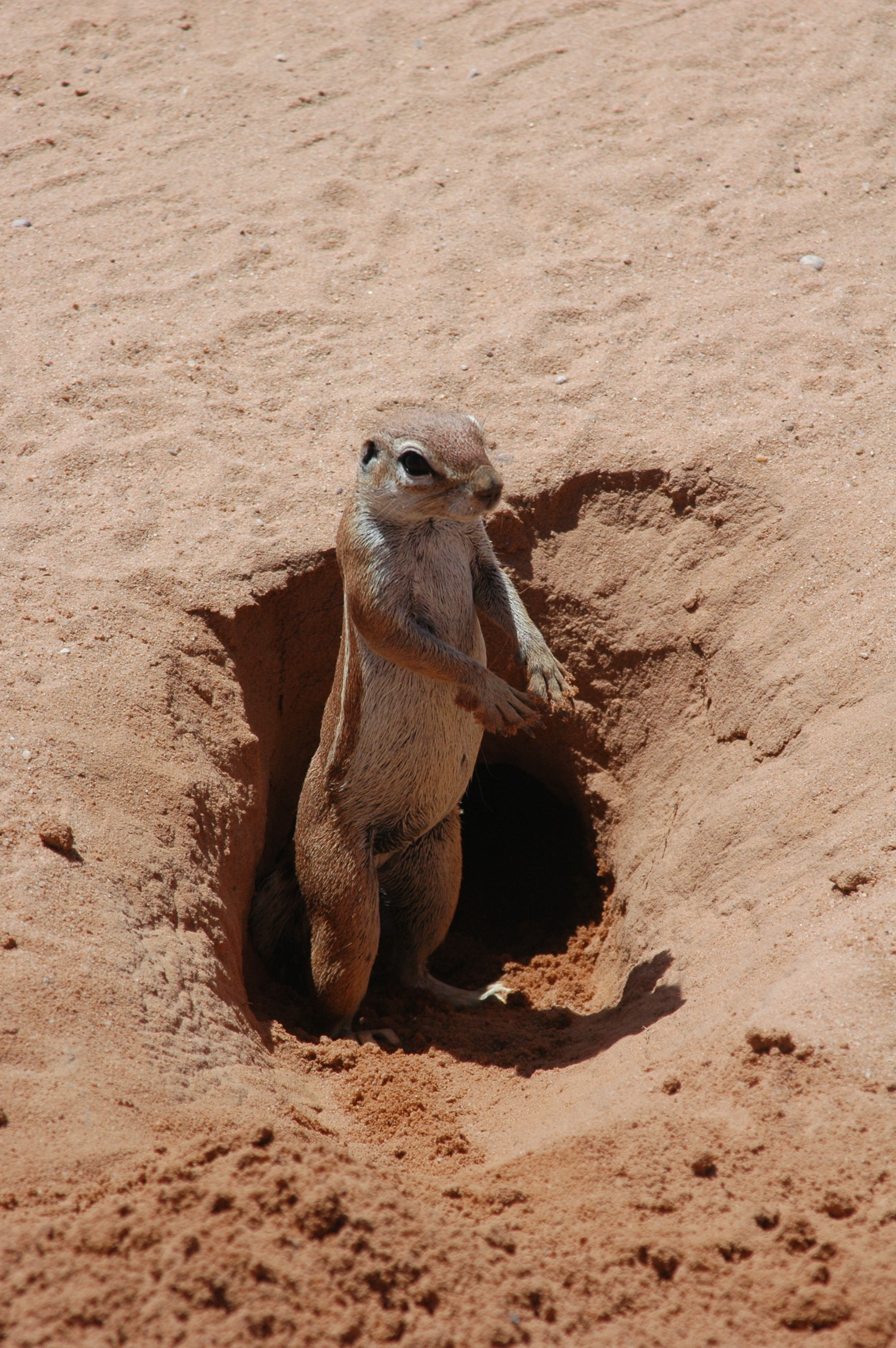
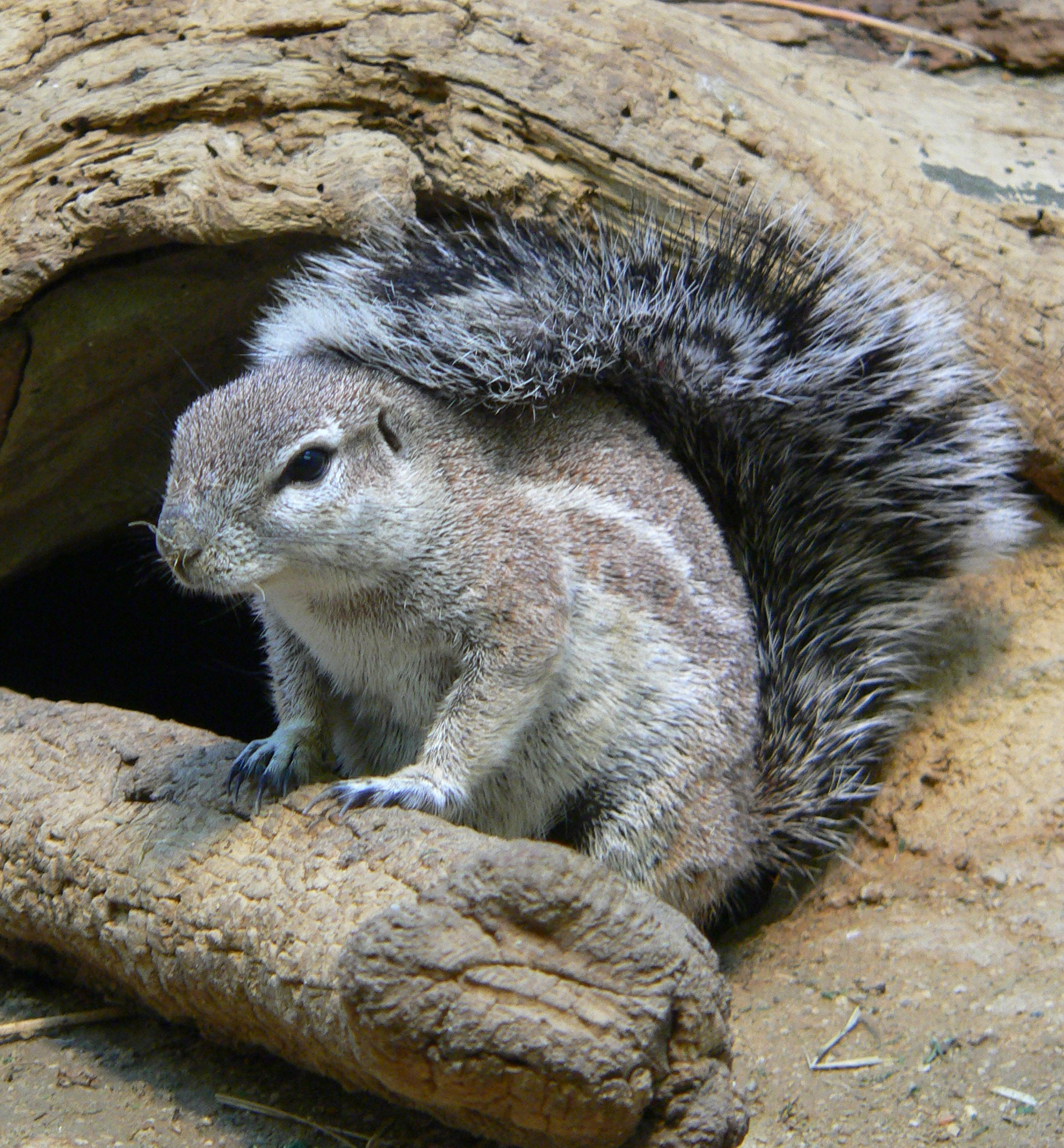